# University of Southeastern Philippines
Die University of Southeastern Philippines (USEP) ist eine staatliche Universität auf den Philippinen und gilt als eine bedeutende Bildungseinrichtung auf den Philippinen und in der Verwaltungsregion Davao-Region und Caraga. Im zweiten Semester 2011 schrieben sich 12.492 Studenten an der Universität ein.

## Standorte
Sie hat vier Standorte in folgenden Gemeinden:
- der Hauptcampus der Universität befindet sich in der Iñigo Street, Barangay Obrero in Davao City
- der USeP Mintal Campus befindet sich im Barangay Mintal, Davao City
- der USeP Tagum-Mabini Campus hat zwei kleinere Standorte in Tagum, Provinz Davao del Norte, und Mabini, Provinz Davao de Oro
- der USeP Bislig Campus befindet sich in Bislig City, Provinz Surigao del Sur

## Fakultäten
Die Universität beherbergt fünf Fakultäten, diese sind in Hochschul- und Fachschulbereiche, sowie in der Berufsausbildung in Colleges gegliedert. Dieses sind die College of Arts and Sciences, College of Engineering, College of Technology, College of Education, School of Applied Economics, College of Governance and Business, Department of Development Studies, Institute of Computing und das University Evening Programm das als Abendschule akademische Kurse anbietet.

## Geschichte
Die Universität entstand 1978 als die Ableger der Mindanao State University-Davao, die University of the Philippines-Master of Management Program in Davao City, die Davao School of Arts and Trades und die Davao National Regional Agricultural School zusammengelegt wurden.